# 重陽子線
重陽子線（じゅうようしせん）とは、重水素の原子核、つまり重陽子が、高いエネルギーを持っていて、放射線として数えられるもののひとつである。天然には存在せず、加速器によって生み出される。ただし、重水素は天然に大量に存在する。
ウランの核分裂が発見されたときにウランに照射されたのは、中性子線ではなく重陽子線であり超ウラン元素の合成が当時の照射目的であった。